# 남원 실상사 석장승
남원 실상사 석장승(南原 實相寺 石長栍)은 전북특별자치도 남원시 산내면 입석리, 실상사에 있는 조선시대의 장승이다. 1969년 12월 15일 대한민국의 국가민속문화재 제15호로 지정되었다.

## 개요
장승은 민간신앙의 한 형태로 마을이나 사찰 입구에 세워져 경계를 표시함과 동시에 잡귀의 출입을 막는 수호신의 구실을 한다. 실상사 입구에 있는 3기의 돌장승 역시 경계표시와 함께 경내의 부정을 금하는 뜻에서 세운 것으로 보여진다.
만수천의 해탈교를 건너기 전 마을쪽에 있는 돌장승이 옹호금사축귀장군(擁護金沙逐鬼將軍)이고, 해탈교를 건너자 마자 길 좌우에 2기의 돌장승이 마주보고 서 있다. 오른쪽 논두렁 가에 있는 돌장승이 상원주장군(上元周將軍)이고, 왼쪽의 괴목 아래 서 있는 돌장승이 대장군(大將軍)이다.
3기의 장승은 거의 같은 모습으로 머리에 벙거지를 쓰고 있으며 크고 둥근 눈에 뭉툭한 주먹코이다. 윗 송곳니 두 개가 삐져나와 험상궂은 듯 하지만 입가의 미소가 순한 심성을 드러내고 있다. 길게 수염이 표시되고 몸체에는 좌우 각각 상원주장군, 대장군, 옹호금사축귀장군이라는 이름이 새겨있다. 다만 수염이 반대로 향하고 있어 상원주장군과 대장군은 대칭적인 한 쌍을 염두에 둔 조각인 듯싶다. 대장군의 기단석(基壇石)과 상원주장군의 뒷면에 있는 기록으로 보아 실상사 석장승들은 조선 영조 원년(1725)과 영조 7년(1731)에 세워졌음을 알 수 있다.

## 같이 보기
- 실상사

## 참고 자료
- 남원 실상사 석장승 - 국가유산청 국가유산포털